# Ichthyophis pseudangularis
Ichthyophis pseudangularis és una espècie d'amfibi gimnofió de la família dels ictiòfids. És endèmica del sud-oest de Sri Lanka, on viu a altituds d'entre 20 i 1.525 msnm. Els seus hàbitats naturals són els boscos, les plantacions de cautxú, els arrossars, els jardins rurals, les granges, les zones humides i les pastures. Està amenaçada per la pèrdua d'hàbitat a causa de l'agricultura a gran escala, l'ús de pesticides i altres productes agroquímics i la construcció d'infraestructures com ara centrals hidroelèctriques i carreteres. El seu nom específic, pseudangularis, significa 'fals angle' en llatí.